# Artes mechanicae
De artes mechanicae zijn de groep van praktische kunsten zoals die in de middeleeuwen voorgesteld werden. Het betreft praktische en ambachtelijke bezigheden en stonden met hun praktische karakter tegenover de intellectueel gerichte artes liberales, vrije kunsten. Een derde groep disciplines wordt gevormd door de artes incertae of onzekere kunsten waaronder vormen van waarzeggerij en magie vallen. 
De precieze samenstelling van de disciplines of vakgebieden die onder de term geschaard worden kan verschillen. Een geïdealiseerde lijst bestaat uit zeven, net als dat er zeven vrije kunsten zijn, en zo is het voorgesteld door Johannes Scotus Eriugena (9e eeuw). Hij sommeerde de volgende:
1. vestiaria (weverij, kleermakerij)
2. agricultura (landbouw)
3. architectura (architectuur, metselarij)
4. militia en venatoria (oorlog, jacht, vechtkunst)
5. mercatura (handel)
6. coquinaria (koken)
7. metallaria (smederij, metallurgie)

Verder kan echter ook gedacht worden aan navigatiekunde en chirurgie. Randgevallen bestaan ook, zowel de geneeskunde als de alchemie hadden een theoretische en praktische kant. 
Middeleeuwse teksten die betrekking hebben op alle artes worden gezamenlijk ook wel artesliteratuur genoemd. In het Duits wordt ook wel de term Fachliteratur gebruikt.